# Aphelenchoides gynotylurus
Aphelenchoides gynotylurus is een rondwormensoort uit de familie van de Aphelenchoididae. De wetenschappelijke naam van de soort is voor het eerst geldig gepubliceerd in 1969 door Timm.